# Химично инженерство
Химичното инженерство е приложна наука и академична дисциплина, която обединява химията, физиката и машиностроенето. Стари наименования в България са „инженерна химия“ и (много сполучливо) „процеси и апарати в химическата промишленост“. В статия от 1996 г. се цитира Джеймс Ф. Донъли за споменаването на 1839 г. за химическото инженерство във връзка с производството на сярна киселина.
Тя се занимава с химични и/или физични процеси, които служат за превръщането на изходни суровини в дадени продукти, както и с апаратите, в които става това. Типични задачи, изпълнявани от инженер-химиците са съставяне на материални и енергийни баланси, определяне на подаваните или отвежданите топлинни потоци, технологично оразмеряване на апаратите (топлообменна повърхност, обем на апарата), математическо описание (моделиране) на процесите и тяхната оптимизация.
Типични дисциплини, които се изучават от инженер-химиците (наред с математика, информатика и др. общообразователни предмети) са:
| химия              | физика                   | машиностроене                        |
| ------------------ | ------------------------ | ------------------------------------ |
| неорганична химия  | термодинамика            | техническо чертане                   |
| органична химия    | (техническа) механика 1. | хидравлика                           |
| физикохимия        | топло- и масопренасяне   | машини и апарати                     |
| аналитична химия   |                          | електротехника                       |
| корозия            |                          | топлотехника                         |
|                    |                          | измервателна техника и автоматизация |
| реакционна техника |                          |                                      |

Инженер-химиците могат да намерят реализация не само в химическата промишленост, но и във фармацевтичната, петролната, хранително-вкусовата, текстилната промишлености, в биотехнологията и др.

## Процеси
В химическата (а също така и нефтохимическата, хранителната и др.) промишленост (а в доста случаи и в бита) се срещат типични, повтарящи се процеси, които се прилагат при производството на всевъзможни продукти. Тяхното изучаване и практическо приложение е една от основните цели на химичното инженерство. Тази група от процеси е позната в англоезичната литература под термина Unit operations.
| Масообменни процеси                                                                       | Топлообменни процеси                          | Хидромеханични процеси                                                                         |
| ----------------------------------------------------------------------------------------- | --------------------------------------------- | ---------------------------------------------------------------------------------------------- |
| - Дестилация - Ректификация - Абсорбция - Адсорбция - Сушене - Екстракция - Кристализация | - нагряване/охлаждане - изпарение/кондензация | - утаяване - филтруване - центрофугиране - циклониране - раздробяване - флотация - разбъркване |

Въпреки че тези процеси се прилагат за преработката на най-различни суровини и в най-различни условия, те се базират на едни и същи физични и математични зависимости

## Машини и апарати
Апаратите, в които се извършват горните процеси, имат често име подобно на това на процеса: дестилатор, екстрактор, сушилня, кристализатор, нагревател, хладник, изпарител, утаител, филтър, центрофуга, циклон, магнитна бъркалка.
Топлообменните процеси (нагряване, охлаждане, изпаряване, кондензация) се извършват в апарати, наречени най-общо топлообменници.
За транспортиране на флуиди в химическите инсталации се използват следните хидравлични машини:
- вентилатор
- духало
- компресор
- помпа

Основният процес на дадено производство често е някаква химична реакция. Апаратите в които се извършва той се наричат реактори. Всички останали процеси и апарати имат за цел да подготвят изходните вещества и да ги подадат в реактора или да обработят (разделят, изсушат и др.) получените продукти.

## Моделиране
Математическото описание (моделирането и симулацията) на горните процеси се основава на законите за запазване на масата и енергията, кинетични уравнения (химична кинетика, кинетика на масопреноса) и фазовите равновесия. В някои случаи то е толкова сложно, че може да се извърши само с помощта на специални компютърни програми:
- ChemCAD
- Aspen Архив на оригинала от 2010-07-22 в Wayback Machine.
- ChemSep